# Michail Steblin-Kamenskij
Michail Ivanovitj Steblin-Kamenskij (ryska: Михаил Иванович Стеблин-Каменский), född 29 augusti (11 september n.s.) 1903 i Sankt Petersburg, död 17 september 1981 i Leningrad, var en ledande sovjetisk skandinavist, lingvist, litteraturvetare och översättare av fornnordisk litteratur. Han var professor vid Leningrads universitet (1950) och hedersdoktor vid Stockholms (1969) och Islands universitet (1971).

## Biografi
Steblin-Kamenskij föddes i en adlig familj i Sankt Petersburg och även om han efter revolutionerna 1917 kunde inleda studier i engelska vid Petrograds universitet uteslöts han 1924 för sitt sociala ursprung. Han lyckades emellertid fortsätta studierna vid andra högskolor samtidigt som han arbetade inom olika ordboksprojekt och 1939 kunde han ta examen i engelska som externstudent vid Leningrads universitet. Hans doktorsavhandling om anglosaxisk poetisk stil, författad i Leningrad under den tyska blockaden, försvarades 1943 i Saratov och Tasjkent utan hans närvaro, något som tilläts för frontsoldater och för dem som var belägrade i Leningrad.
Studierna i fornengelska ledde till ett intresse för de nordiska språken och den fornnordiska litteraturen och 1945–1948 författade Steblin-Kamenskij sin habilitationsavhandling Skaldernas poesi vid Leningrads universitet. Han blev 1950 professor vid universitetets avdelning för skandinavistik. Som prefekt för institutionen för germanistik initierade han senare skapandet av den första institutionen för skandinavisk filologi i Sovjetunionen, för vilken han blev prefekt. Under hans ledning utvecklades den till ett ledande vetenskapligt och pedagogiskt centrum för studiet av de nordiska språken och kulturerna. Under sitt besök i Sverige 1964 blev Nikita Chrusjtjov fascinerad av den svenska modellen och begärde när han hade återvänt hem att Sovjetunionens vetenskapsakademi skulle inrätta en forskargrupp om ”den skandinaviska erfarenheten”. Akademien uppdrog åt Steblin-Kamenskij att leda denna grupp vid dess Språkvetenskapliga institut (1966–1973).

## Forskning, översättarverksamhet och eftermäle
Steblin-Kamenskij var författare till cirka 150 arbeten, bland vilka studier inom skandinavisk och allmän lingvistik intar en särskild plats, men också litteraturvetenskapliga verk om anglosaxisk och fornnordisk diktning. Han författade historiska grammatiker för de nordiska språken, där ett intresse för strukturalism och allmän språkteori märks. Hans fornnordiska grammatik (1955) anses vara en av de yppersta i sitt slag genom sin skrupulösa noggrannhet i beskrivningen av böjningsmorfologi och morfonologi. Steblin-Kamenskij var en av de första sovjetiska språkvetarna som ägnade sig åt fonologiska problem på grundval av de nordiska språkens historia, vilket inte minst är tydligt i de artiklar som han samlade i boken "Очерки по диахронической фонологии скандинавских языков" (Arbeten om de nordiska språkens diakrona fonologi) från 1966. Hans vetenskapliga arbeten har översatts och givits ut i Danmark, Island, Norge, USA, Tjeckoslovakien, Estland och Japan. Många av hans lärjungar och studenter har givit ut minnesskrifter om honom och studier av hans forskargärning. Han var den förste sovjetiske forskaren som blev svensk hedersdoktor, vilket skedde vid Stockholms universitet 1969. 1971 blev han hedersdoktor vid Islands universitet. Ett antal år senare nekades han utresetillstånd ur Sovjetunionen för att motta ett hedersdoktorat vid Lunds universitet. Detta var en följd av det sovjetiska missnöjet med dissidentförfattaren Aleksandr Solzjenitsyns Nobelpris.
Steblin-Kamenskij introducerade ryskspråkiga läsare för de centrala verken i den fornnordiska litteraturen: för ättesagorna, skaldediktningen, den Poetiska Eddan, Snorres Edda och kungasagorna. Utgåvor av dessa verk utkom på ryska på hans intitiativ, i hans redigering, med hans inledande artiklar och kommentarer och i många fall i hans översättning.

## Familj
Steblin-Kamenskij var far till ledamoten av Rysslands Vetenskapsakademi, iranisten Ivan Michajlovitj Steblin-Kamenskij (1945–2018). Den av den ryska kyrkan helgonförklarade marinofficeren och ärkeprästen Ivan Georgijevitj Steblin-Kamenskij/Johannes av Voronezj (1887–1930) var hans kusin.

### Huvudsakliga arbeten
- Исландская литература, 1947
- История скандинавских языков. Москва, Ленинград: Издательство Академии наук СССР, 1953
- Древнеисландский язык. Москва: Издательство литературы на иностранных языках, 1955
- Грамматика норвежского языка. Москва: Издательство Академии наук СССР, 1957
- Очерки по диахронической фонологии скандинавских языков. 1966
- Культура Исландии. Ленинград: Наука, 1967
- Спорное в языкознании. Ленинград: Издательство Ленинградского университета, 1974
- Миф. Ленинград: Наука, 1976
- Древнеисландская литература. Москва: Наука, 1979
- Поэзия скальдов (red.) 1979
- Историческая поэтика. Ленинград: Издательство Ленинградского университета, 1978
- Мир саги. Становление литературы. Ленинград: Наука, 1984
- Труды по филологии. Санкт-Петербург: Филологический факультет СПбГУ, 2003
- Из записных книжек. (1958—1981). Дневники. Письма. Проза. Стихи. Red. Ю. А. Клейнер. — СПб.: Европейский Дом, 2009. ISBN 978-5-8015-0231-1.

### Böcker på engelska, norska, isländska och tyska
- Geschichte der skandinavischen Sprachen. Moskau und Leningrad 1953
- (med Helgi Haraldsson þýddi). Heimur Íslendingasagna. Reykjavík : Iðunn 1981
- Islendingesogene og vi; til norsk ved Bjarne Fidjestøl. Oslo: Norske samlaget 1975
- Myth: the Icelandic sagas & Eddas; transl. by Mary P. Coote. Ann Arbor: Karoma 1982
- The Saga Mind; transl. by Kenneth H. Ober. Odense: Odense University Press 1973